# Pauline avibella
Pauline avibella (лат.) — вид вымерших ракообразных из семейства Cylindroleberididae класса ракушковых, типовой и единственный в роде Pauline. Жили в венлокскую эпоху силурийского периода.
Вид описан по голотипу OUMNH C.29614 в 2013 году. Ископаемое этого вида найдено в Англии (Херефордшир) в редкой сохранности: окаменелости подвергся не только внешний скелет, но и мягкие ткани, включая конечности, глаза, жабры и пищеварительную систему. Стачивая найденный образец слой за слоем, удалось создать полную трёхмерную модель животного.